# Baldo Prokurica Prokurica
Baldo Prokurica Prokurica (Vallenar, 2. srpnja 1958.) je čileanski odvjetnik, akademik i čileanski politički aktivist RN-a, bivši kongresnik i sadašnji senator Čilea, za okrug br. 3 (III. regija Atacama). Školovao se je na koledžu San Francisco u Vallenaru i bogoslovnom Koncilijarnom sjemeništu u La Sereni te na Talijanskoj školi u Santiagu. Studirao je na pravnom fakultetu Čileanskom pontifikalnom katoličkom sveučilištu.
Dok se je Ministarstvo vanjskih poslova Čilea držalo prema Hrvatskoj prvih mjeseci 1991. držalo rezervirano, s neslužbenim političkim simpatijama, čileanski je parlament bio najodređeniji kad se pokazivalo potporu hrvatskoj borbi. To je bilo ponajviše zahvaljujući upornim promotivnim aktivnostima Balde Prokurice. Prokurica je izborio da je parlament izglasovao više parlamentarnih rezolucija potpore hrvatskim zahtjevima. U ono je vrijeme bio zastupnik oporbenjačke Nacionalne obnove (Renovacion nacional), desne stranke. Usprsko tome, u svim su rezolucijama kad se podupiralo hrvatsku stvar, svi su čileanski parlamentarci hrvatskog podrijelta neglede stranačke pripadnosti uvijek i jednoglasno poduprli te rezolucije.

## Vanjske poveznice
- Životopis  Arhivirana inačica izvorne stranice od 9. srpnja 2013. (Wayback Machine) na Knjižnici čileanskog Nacionalnog kongresa